# Salih Mahmoud Osman
Salih Mahmoud Osman, ook Saleh Mahmoud Osman en Salih Mahmud Osman (Darfur, 1957), is een Soedanees advocaat en parlementslid.

## Werk
Als advocaat verdedigt Osman in Soedan sinds de jaren '80 slachtoffers van willekeurige gevangenneming, marteling en ernstige schendingen van de mensenrechten. Hij werkt samen met de Sudan Organisation Against Torture (SOAT) die de slachtoffers van de Soedanese burgeroorlog voorziet van juridische bijstand, medische hulp en psychologische counseling.
Hij bezoekt verder gevangenen en start processen tegen de daders. Meerdere malen wist hij gevangenisstraffen te verlagen of de uitvoering van doodstraffen te voorkomen. Tijdens het Conflict in Darfur in de jaren 2000 was hij betrokken bij de opvang van twee miljoen vluchtelingen. Sinds ca. 2006 is hij lid van het Soedanese parlement en heeft hij zich beziggehouden met de voorbereidingen van een interim-grondwet.

## Represailles
Verschillende van zijn familieleden werden gefolterd, vermoord en hun huizen in brand gestoken door de milities die het gebied bestoken. Zelf werd hij in 2004 gedurende zeven maanden zonder aanklacht of proces gevangengezet en uiteindelijk na een hongerstaking en internationale druk weer vrijgelaten.

## Onderscheidingen
In 2005 kende Human Rights Watch hem hun hoogste onderscheiding toe voor zijn werk.
In 2007 ontving hij de Sacharovprijs voor de Vrijheid van Denken van het Europees Parlement. De Sacharovprijs wordt jaarlijks toegekend aan personen en organisaties die zich wijden aan de bescherming van de rechten en fundamentele vrijheden van de mens. Hij ontving de onderscheiding uit handen van parlementsvoorzitter Hans-Gert Pöttering.